# Okrasläktet
Okrasläktet (Abelmoschus) är ett växtsläkte av familjen malvaväxter. Släktetförekommer i Afrika, Asien och norra Australien.
Det vetenskapliga släktnamnet är sammansatt av det arabiska ordet abb al-misk (myskkorn) och det gammalgrekiska ordet moschos (mysk).
Släktet innehåller både annuella och perenna örter. Växterna kan bli upp till 2 meter höga. Bladen är mellan 10 och 40 centimeter långa och breda med 3-7 flikar. Flikarna varierar mycket i hur djupt de går in i bladen, från knappt märkbara flikar, till sådan som nästan når bladets bas. Blommorna är 4–8 centimeter i diameter och har 5 stycken vita eller gula kronblad, ofta med en röd eller lila fläck vid kronbladets bas. Frukten är en kapsel som är 5–20 centimeter lång och som innehåller ett stort antal frön.
Släktet ansågs tidigare vara en del av hibiskussläktet (Hibiscus).
Det finns fjärilsarter vars larver lever på arter av Abelmoschus. Till exempel har Chionodes hibiscella dokumenterats på myskokra.

## Arter
Enligt Catalogue of Life innehåller släktet följande elva arter:
- Abelmoschus angulosus
- Abelmoschus crinitus
- Abelmoschus enbeepeegearensis
- Abelmoschus esculentus - Okra
- Abelmoschus ficulneus
- Abelmoschus hostilis
- Abelmoschus manihot - Solokra
- Abelmoschus moschatus - Myskokra
- Abelmoschus muliensis
- Abelmoschus palianus
- Abelmoschus sagittifolius

## Användning
Flera av arterna i släktet är ätbara; både späda frökapslar och blad används. Den viktigate arten kommersiellt är okra (Abelmoschus esculentus), som odlas i varmare länder för de unga frukternas skull. Myskokra (Abelmoschus moschatus) lämnar bisamfrön (även myskkorn eller bisamkorn, kallades Semina abelmoschi eller Grana moschata) som förr användes såsom medel mot kramp och ormbett. Senare har de använts som luktämne vid beredning av tobaksvaror i parfymer. Solokran (Abelmoschus manihot) används i reptillverkning.